# Un valeureux ennemi
Un valeureux ennemi (titre original : Honoured Enemy) est le premier tome des Légendes de Krondor, série de fantasy écrite par Raymond Elias Feist. Ce roman, coécrit avec William R. Forstchen, est paru aux États-Unis en 2001 puis a été traduit en français et publié par les éditions Bragelonne en 2014.

## Sources
- Le site officiel de Raymond E. Feist
- Le site des éditions Bragelonne
- Forum Les chroniques de Krondor (inscription requise)